# زنغل آب دلي (قلعة خواجة)
زنغل آب دلي (بالفارسية: زنگل آب دلی) هي منطقة سكنية تقع في إيران في قسم قلعة خواجة الريفي. يقدر عدد سكانها بـ 112 نسمة بحسب إحصاء 2016.